# Premio Alfaguara
Il Premio Alfaguara (Premio Alfaguara de Novela) è un premio letterario iberico assegnato al miglior romanzo scritto in lingua spagnola.
Istituito nel 1965 dall'omonima casa editrice spagnola, ha assegnato premi fino al 1972 con un montepremi di 200000 peseta prima di un'interruzione durata 25 anni e la successiva rinascita a partire dal 1998 grazie al nuovo sponsor Grupo Santillana.
Dotato di un montepremi di 196000 euro, è considerato tra i più prestigiosi riconoscimenti letterari spagnoli.

## Albo d'oro[6]
| Anno    | Titolo                                    | Autore                    | Nationalità      |
| ------- | ----------------------------------------- | ------------------------- | ---------------- |
| 1965    | Las corrupciones                          | Jesús Torbado             | Spagna           |
| 1966    | Pascua y naranjas                         | Manuel Vicent             | Spagna           |
| 1967    | Fauna                                     | Héctor Vázquez-Azpiri     | Spagna           |
| 1968    | Corte de corteza                          | Daniel Sueiro             | Spagna           |
| 1969    | Non assegnato                             | Non assegnato             | Non assegnato    |
| 1970    | Todas esas muertes                        | Carlos Droguett           | Cile             |
| 1971    | Leña verde                                | Luis Berenguer            | Spagna           |
| 1972    | Florido mayo                              | Alfonso Grosso            | Spagna           |
| 1973–97 | Non organizzato                           | Non organizzato           | Non organizzato  |
| 1998    | Caracol Beach                             | Eliseo Alberto            | Cuba             |
| 1998    | Margarita, How Beautiful the Sea          | Sergio Ramírez            | Nicaragua        |
| 1999    | Son de mar                                | Manuel Vicent             | Spagna           |
| 2000    | Últimas noticias del paraíso              | Clara Sánchez             | Spagna           |
| 2001    | La piel del cielo                         | Elena Poniatowska         | Messico          |
| 2002    | El vuelo de la reina                      | Tomás Eloy Martínez       | Argentina        |
| 2003    | Diablo guardián                           | Xavier Velasco            | Messico          |
| 2004    | Delirio                                   | Laura Restrepo            | Colombia         |
| 2005    | El turno del escriba                      | Graciela Montes Ema Wolf  | Argentina        |
| 2006    | Red April                                 | Santiago Roncagliolo      | Perù             |
| 2007    | Guarda come ti amo (Mira si yo te querré) | Luis Leante               | Spagna           |
| 2008    | Chiquita                                  | Antonio Orlando Rodríguez | Cuba             |
| 2009    | Traveller of the Century                  | Andrés Neuman             | Spagna-Argentina |
| 2010    | El arte de la resurrección                | Hernán Rivera Letelier    | Cile             |
| 2011    | The Sound of Things Falling               | Juan Gabriel Vásquez      | Colombia         |
| 2012    | Una misma noche                           | Leopoldo Brizuela         | Argentina        |
| 2013    | La invención del amor                     | José Ovejero              | Spagna           |
| 2014    | El mundo de afuera                        | Jorge Franco              | Colombia         |
| 2015    | Contigo en la distancia                   | Carla Guelfenbein         | Cile             |
| 2016    | La noche de la usina                      | Eduardo Sacheri           | Argentina        |
| 2017    | Rendición                                 | Ray Loriga                | Spagna           |
| 2018    | Una novela criminal                       | Jorge Volpi               | Messico          |
| 2019    | Mañana tendremos otros nombres            | Patricio Pron             | Argentina        |
| 2020    | Salvar el fuego                           | Guillermo Arriaga         | Messico          |
| 2021    | Los abismos                               | Pilar Quintana            | Colombia         |
| 2022    | El tercer paraíso                         | Cristian Alarcón Casanova | Cile             |
| 2023    | Cien cuyes                                | Gustavo Rodríguez         | Perù             |
| 2024    | Los alemanes                              | Sergio del Molino         | Spagna           |
| 2025    | Arderá el viento                          | Guillermo Saccomanno      | Argentina        |